# Вільгельм Бер
Вільгельм Бер (нім. Wilhelm Wolff Beer; 4 січня 1797, Берлін — 27 березня 1850) — німецький банкір та астроном-аматор. Склав першу карту Місяця.
У 1830 році Бер та Медлер створили перший глобус Марса. У 1840-му вони зробили карту Марса і вирахували його період обертання — 24 год 37 хв 22,7 с, що тільки на 0,1 секунди відрізняється від вирахуваного сучасного значення.

## Публікації
- Beer W., Mädler J.H. Der Mond nach seinen kosmischen und individuellen Verhältnissen oder allgemeine vergleichende Selenographie. — Simon Schropp & Comp., Berlin 1837 (online [Архівовано 4 січня 2018 у Wayback Machine.])
- Beer W., Mädler J.H. Physische Beobachtungen des Mars bei seiner Opposition im September 1830. — Berlin 1830 (online [Архівовано 4 січня 2018 у Wayback Machine.], Volltext in Vorbereitung)
- Beer W., Mädler J.H. Beiträge zur physischen Kenntniss der himmlischen Körper im Sonnensysteme. — B. F. Voigt, Weimar 1841 (online [Архівовано 4 січня 2018 у Wayback Machine.])
- Wilhelm Beer Bemerkungen über Zettel-Banken und Papiergeld. — Berlin, 1845
- Wilhelm Beer Die Gefahren der Differential-Zölle und der Revision des Zolltarifs. — Berlin, 1848